# Roze vino
Roze (Француски: ) je tip vina koja sadrži deo boje iz ljuske grožđa, ali ne dovoljno da se kvalifikuje kao crveno vino. To je verovatno najstarija poznata vrsta vina, jer ju je najjednostavnije napraviti metodom kontakta sa ljuskom. Ružičasta boja može da varira od bledo narandžaste „lukove ljuske“ do živopisne skoro ljubičaste, u zavisnosti od sorti grožđa koje se koriste i tehnika proizvodnje vina. Obično je vino označeno kao rosé na francuskom, portugalskom i engleskom govornom području, rosado na španskom ili rosato na italijanskom.
Postoje tri glavna načina za proizvodnju roze vina: kontakt sa ljuskom, saignée i blendiranje. Roze vina mogu se praviti obična, polu-penušava ili penušava i sa širokim spektrom nivoa slatkoće od veoma suvog provansalskog rozea do slatkih belih zinfandela i rumenila. Roze vina se prave od velikog broja sorti grožđa i mogu se naći širom sveta.
Kada je roze vino primarni proizvod, proizvodi se metodom kontakta sa ljuskom. Grožđe sa crnom ljuskom se izgnječi i ljuska se ostavi da ostane u kontaktu sa sokom kratko vreme, obično dva do dvadeset sati. Zatim se mošt od grožđa presuje, a ljuska se odbacuje, umesto da se ostavlja u kontaktu tokom fermentacije (kao kod pravljenja crnog vina). Što duže ljuske ostaju u kontaktu sa sokom, to je intenzivnija boja finalnog vina.
Kada vinar želi da unese više tanina i boje crvenom vinu, deo ružičastog soka iz mošta može se ukloniti u ranoj fazi u onome što je poznato kao metoda saignée (iz francuskog krvarenja). Crno vino koje ostaje u bačvama se pojačava usled krvarenja, jer se smanjuje zapremina soka u širi, i mošt uključen u maceraciju postaje koncentrisaniji. Ružičasti sok koji se ukloni može se odvojeno fermentisati da bi se dobio roze.
Jednostavno mešanje crnog vina u belo vino da bi se dobila boja je neuobičajeno i ne preporučuje se u većini vinogradarskih regiona, posebno u Francuskoj, gde je zabranjeno zakonom, osim za šampanjac. Čak i u Šampanji, nekoliko vrhunskih proizvođača ne koriste ovu metodu, već se odlučuju za metod saignée.

## Literatura
- Gabay, Elizabeth (2018). Rosé: Understanding the pink wine revolution. The Classic Wine Library - Infinite Ideas Limited. ISBN 978-1-910902-71-4. Приступљено 21. 1. 2018.